# 黒い館
『黒い館』（くろいやかた）は、2011年2月からオンエアされていたFMヨコハマ木曜日深夜番組『MIDNIGHT SHELTER』内のラジオドラマ。
声の出演は杉崎智介、ReeSya、庄毛安那の他たまにゲストも招くことがある。原作・脚本は杉崎智介。

## 物語
黒い館の主である魔術師バルトロメウス・オットー・ヴォーデンゲント・シェン・フェルデ（通称フェルデ様）と弟子の魔女ReeSya（フェルデの魔法で人間の女になったリス）が毎回人間界から様々な職業（彼らは種族と言っている）の人間をゲストで招き、観察をするという話。第1回は「政治家」だった。

## 主題歌
- ReeSya『Ultimate』